# Maurizio Vitali
Maurizio Vitali (* 17. März 1957 in Savignano sul Rubicone, Italien) ist ein ehemaliger italienischer Motorradrennfahrer. In den 1980er- und frühen 1990er-Jahren trat er in den Klassen 125 cm³ und 250 cm³ an. Er startete für Hersteller wie MBA, Garelli und Gazzaniga, wurde mehrfach italienischer Meister und erzielte zwei Grand-Prix-Siege.

## Karriere
Maurizio Vitali begann im Alter von 19 Jahren seine Rennkarriere als Privattechniker. 1978 wurde er Sieger im einmarkigen Aspes-Yuma-Trofeo – als Preis erhielt er eine MBA 125 cm³, mit der er 1979 in den Motorrad-Weltmeisterschafts-GP einstieg. Bis 1993 bestritt er 121 Grand-Prix-Rennen und wurde zweimal GP-Sieger sowie siebenmal auf dem Podium.

### 125‑cm³‑Weltmeisterschaft
In der 125‑cm³-Klasse erreichte Vitali 1983 seinen ersten Grand-Prix-Sieg beim Großen Preis von San Marino, gefolgt von einem zweiten Sieg 1984 ebenfalls in San Marino. 
1983 und 1984 beendete er beide WM-Jahre jeweils als 4. in der Gesamtwertung. Seine weiteren Erfolge umfassten insgesamt sieben Podestplätze, fünf Pole Positions und eine schnellste Runde.

### 250‑cm³‑Weltmeisterschaft
Vitali startete von 1983 bis 1987 regelmäßig in der 250‑cm³-Klasse, hauptsächlich auf Garelli 250 GP-Maschinen. Seine beste WM‑Platzierung war 15. Rang (1984 und 1986), weitere Resultate reichen von Rang 8 bis 26; er erzielte jedoch keine WM‑Punkte in dieser Klasse.

### Italienische Motorradmeisterschaft
Im nationalen Rahmen wurde Vitali vierfach italienischer Meister – jeweils zweimal in der 125‑cm³- und 250‑cm³-Klasse zwischen 1983 und 1991.
Seine Titel und Platzierungen:
- **1983** – 2. Platz (250 cm³)
- **1984** – 3. Platz (250 cm³)
- **1985** – 2. Platz (250 cm³)
- **1986** – 3. Platz (250 cm³)
- **1987** – 1. Platz (250 cm³)

Im 250‑cm³-Nationalcup errang er Podestplätze u. a. in Misano, Monza und Vallelunga.

### Späte Jahre und Nachwirkung
Bis 1993 blieb Vitali im GP-Zirkus aktiv, zuletzt auf **Gazzaniga 125 cm³-Maschinen. Anschließend arbeitete er als Technikberater beim AGV-Werksteam, u. a. für Valentino Rossi und Max Biaggi.

## Statistik (Auswahl)
| Klasse  | Jahre     | Starts | Siege | Podien | WM-Platzierung (best) |
| ------- | --------- | ------ | ----- | ------ | --------------------- |
| 125 cm³ | 1979–1993 | 121    | 2     | 7      | 4. (1983, 1984)       |
| 250 cm³ | 1983–1987 | –      | 0     | 0      | 15. (1984, 1986)      |

## Wichtige Grand-Prix-Erfolge
- **1983**, 125 cm³ – Sieg beim Großen Preis von San Marino
- **1984**, 125 cm³ – Sieg beim Großen Preis von San Marino